# مارشال (درجه نظامی)

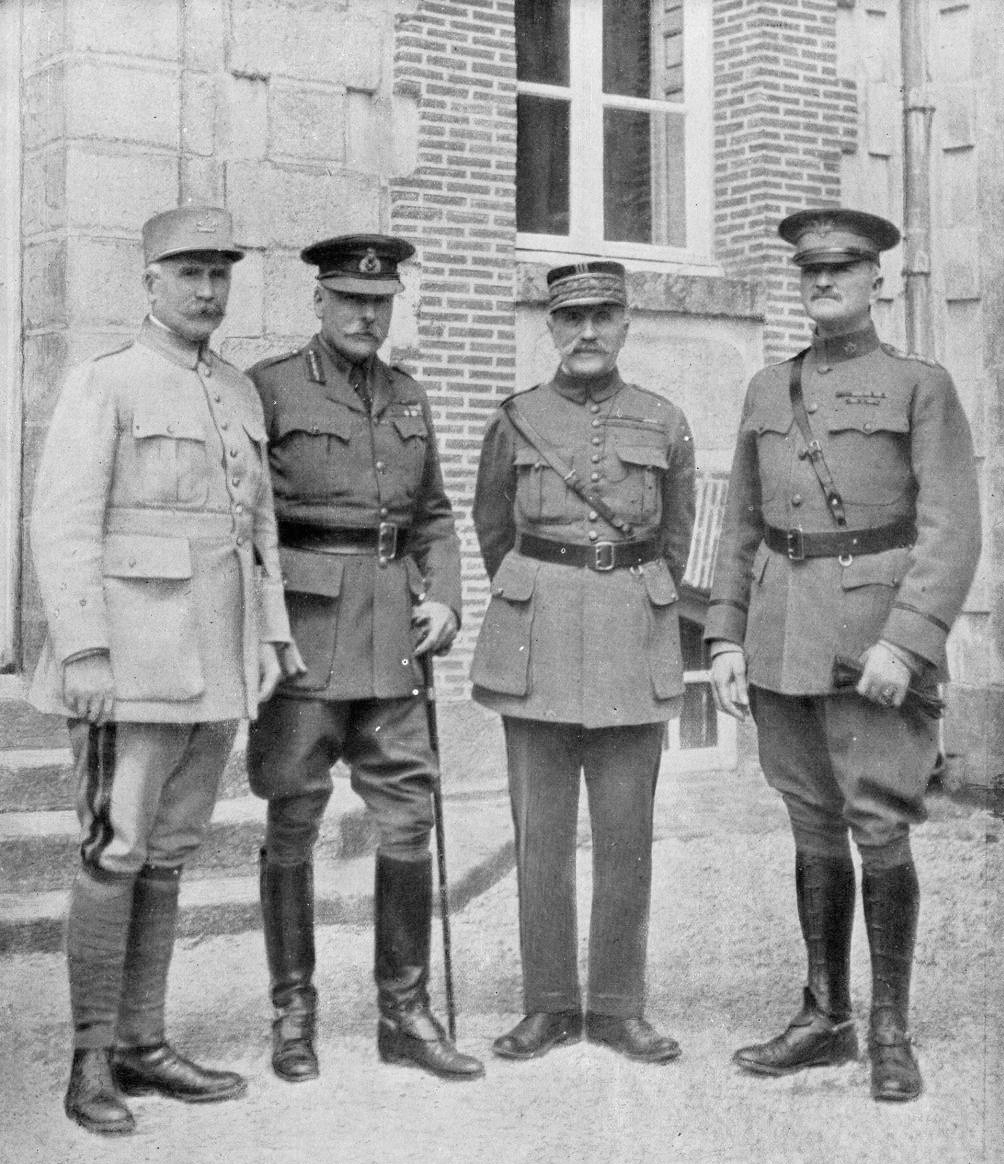
مارشال فیلیپ پتن ژنرال فرانسوی، فیلد مارشال داگلاس هایگ سردار معروف انگلیسی، مارشال فردیناند فوش جنرالیسیمو ارتش فرانسه و ژنرال جان جی. پرشینگ از نیروی زمینی ایالات متحده آمریکا، در جریان جنگ جهانی اول (۱۹۱۸)

مارشال (به انگلیسی: Marshal همچنین با نوشتار Marshall) یک اصطلاح مورد استفاده در چندین عنوان رسمی در بخش‌های گوناگون جامعه است. مارشال به عنوان لقبی برای اعضای مورد اعتماد دربارهای سده‌های میانه در اروپا شهرت و عمومیت یافت. در طول چند سده گذشته از این عنوان برای مراتب عالی رسمی از جمله در درجه‌های نظامی و غیرنظامی و اجرای قانون استفاده شده‌است.
در بسیاری از کشورها رتبه نظامی مارشال یا گاهی فیلد مارشال بالاترین رتبه ارتش و بالاتر از ارتشبد و دریابد در نیروی دریایی است.
برخی مارشال را به معنی کلانتر یا سردسته و برخی برابر سپهبد و سردار دانسته‌اند.

## تاریخچه
بر پایه دانشنامه بریتانیکا مقام مارشال از عنوان فرمانده سواره‌نظام پادشاهان اولیه فرانک‌ها گرفته شده‌است و اهمیت سواره‌نظام در جنگ‌های سده‌های میانه باعث شد تا مارشال با واحد فرماندهی در تماس باشد. این درجه‌داران، وظایف نظم و ترتیب را در دادگاه و همچنین در اردوگاه نظامی و تصمیم‌گیری به عهده داشتند.
با این حال در سده ١١ (میلادی) نقش مارشال به یکباره به عنوان فرمانده نیروهای سلطنتی و یک افسر بزرگ، برجسته شد. دفتر مارشال فرانسه در زمان پادشاهی فیلیپ دوم تأسیس شد و مارشال به یکی از افسران بزرگ پادشاهی تبدیل شد. پس از آن شمار مارشال‌های فرانسوی به تدریج افزایش یافت و در سده ۱۳ (میلادی) به دو نفر، در سده ۱۶ (میلادی) به چهار و در سده ۱۸ (میلادی) شمار آنان به ۲۰ نفر افزایش یافت. پس از انقلاب فرانسه در سال ۱۷۹۳ این دفاتر بسته شدند. ولی ناپلئون بناپارت در سال ۱۸۰۴ در قلمرو امپراتوری خود ۱۸ پست مارشالی ایجاد کرد. جانشینان ناپلئون این پست را به عنوان مارشال فرانسه تبدیل کردند و شمار آنان را کاهش دادند. سپس این پست کاملاً از بین رفت و به عنوان افتخار منحصر به فرد در زمان جنگ برای افراد اعطا می‌شد.

## ویژگی‌ها
اعطای رتبه مارشالی در قوانین شماری از کشورها وجود دارد و اغلب شرایط اعطای آن این است که فرد باید فرمانده یک جبهه جنگ باشد که در آن پیروزی بزرگی را بدست آورده‌است، آموزش عالی او نسبت به دیگر نظامیان کشورش بالاتر باشد، دانش سوق و اداره استراتژیک داشته باشد و اثر علمی نوشته باشد که برای نظامیان کشورش راهنما باشد.
همچنین مارشال نباید به هیچ جنایت جنگی و بزهی متهم شده باشد. چهره شناخته شده در منطقه و جهان باشد و جایگاه مارشالی باید در قانون اساسی و قانون امور ذاتی افسران یک کشور تعریف شده باشد.

## در کشورها
مارشال عالی‌ترین رتبه نظامی در گذشته و حال کشورهای بریتانیا، فرانسه، آلمان، روسیه (پیشتر اتحاد جماهیر شوروی سوسیالیستی) و چین به حساب می‌آید که به نام 'فیلد مارشال' هم یاد می‌شود.
در نیروهای زمینی آمریکا ژنرال پنج ستاره را که برابر مارشال است، ژنرال ارتش می‌نامند و چیزی به نام مارشال وجود ندارد.
در ایران بالاترین رتبه، ارتشبد است.
در افغانستان تا کنون سه نفر رتبه مارشالی داشته‌اند. مارشال سردار شاه‌ولی خان، عموی محمد ظاهرشاه، پادشاه پیشین افغانستان، مارشال محمدقسیم فهیم، معاون پیشین حامد کرزی که پس از کشته شدن احمدشاه مسعود، فرمانده نیروهای ائتلاف شمال شد و عبدالرشید دوستم که بر پایه توافق محمداشرف غنی و عبدالله عبدالله به عنوان سومین مارشال تاریخ افغانستان به این درجه نظامی دست یافت.